# NGC 7749
NGC 7749 este o galaxie activă situată în constelația Sculptorul. A fost descoperită în 27 septembrie 1834 de către John Herschel. Se află la o distanță de 145,88 de megaparseci de Pământ.